# Parafia Zwiastowania Najświętszej Maryi Panny w Krasnymborze
Parafia Zwiastowania Najświętszej Maryi Panny w Krasnymborze – parafia rzymskokatolicka, znajdująca się w diecezji ełckiej, w dekanacie Lipsk.